# Hennes Weisweiler
Hans "Hennes" Weisweiler (nascido em 5 de dezembro de 1919 em Lechenich, hoje Erftstadt, Alemanha, falecido em 5 de julho de  1983) em Aesch bei Birmensdorf, Suíça) foi um jogador e treinador de futebol.

## Carreira

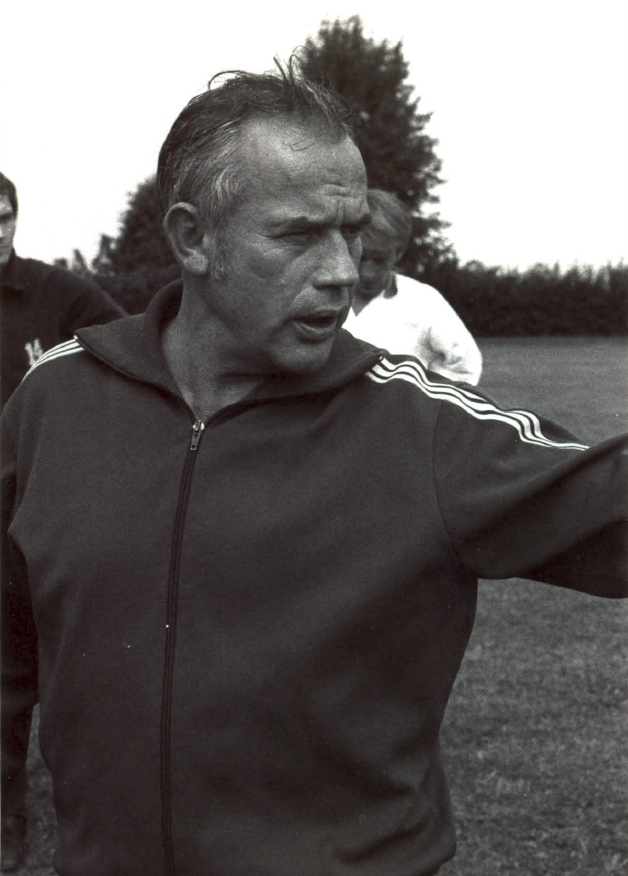
Hennes Weisweiler.

Tendo feito carreira como jogador no 1. FC Köln, sob a direção de treinamento de Sepp Herberger, ele adquiriu sua licença de treinador como jogador ainda pelo 1. FC Köln, na Temporada de 1947/48. De 1957 a 1970, ele ministrou cursos na German Sport University em Colônia para técnicos de futebol. Seu livro Der Fußball - Tática, treinamento, publicado em 1959, foi considerado como referência para a formação de treinadores de futebol de todos os níveis e como orientação para o desempenho de treinamentos.
A sua saída do Köln para o Moenchgladbach criou uma das maiores rivalidades entre clubes da Alemanha.
Por meio de seu trabalho com o time do Borussia Mönchengladbach, que ele transformou de clube regional em um clube europeu de ponta em poucos anos, utilizando um sistema de jogo ofensivo com integração consistente de jovens jogadores, Weisweiler foi considerado um dos melhores treinadores de clubes em todo o mundo na década de 1970. Assumiu o Borussia em 1964, levou a equipe à Bundesliga no ano seguinte e conquistou três vezes o Campeonato Alemão, em 1970, 1971 e 1975 com o “Fohlenelf”, em 1973 a Taça DFB e em 1975 a Taça UEFA.
Com o 1. FC Köln, cujo mascote é um animal heráldico, o bode Hennes, que leva o nome de Weisweiler desde 1950, tendo festejado a conquista da Taça DFB em 1977 e no ano seguinte conquistando a dobradinha alemã, o maior sucesso da história do clube até hoje.
Depois de seu primeiro compromisso internacional com o FC Barcelona na temporada 1975/76 terminar após apenas nove meses de trabalho, devido à rescisão antecipada do contrato, ele se tornou o campeão da Liga Norte-Americana de Futebol com o New York Cosmos em 1980. 
Na Suíça, ele comemorou outra dobradinha em 1983 com o Grasshopper Club Zürich. Três semanas depois, em 5 de julho, Weisweiler morreu de ataque cardíaco.